# Michail Andrejewitsch Samotin
Michail Andrejewitsch Samotin (russisch Михаил Андреевич Замотин, englisch Mikhail Zamotin; * 14. November 1937 in Leningrad, Russische SFSR, Sowjetunion) war ein sowjetischer Kanute.

## Erfolge
Michail Samotin, der für Spartak Leningrad aktiv war, startete bei den Olympischen Spielen 1968 in Mexiko-Stadt im Zweier-Canadier mit Naum Procupeț auf der 1000-Meter-Strecke. Mit einem Sieg in ihrem Vorlauf gelang ihnen die direkte Finalqualifikation. Den Endlauf schlossen sie dann nach 4:11,30 Minuten auf dem dritten Platz ab und sicherten sich die Bronzemedaille. Die siegreichen Rumänen Ivan Patzaichin und Serghei Covaliov überquerten die Ziellinie 4,2 Sekunden vor dem sowjetischen Duo, die zweitplatzierten Ungarn Tamás Wichmann und Gyula Petrikovics waren 2,6 Sekunden schneller gewesen.
Bereits 1963 wurde Samotin in Jajce im Zweier-Canadier mit Witali Galkow über 1000 Meter Vizeweltmeister und gewann im Einer-Canadier über 10.000 Meter den Titel. Die Wettbewerbe zählten gleichzeitig auch als Europameisterschaft. Samotin und Galkow belegten außerdem im Zweier-Canadier über 1000 Meter bei den Europameisterschaften 1965 in Bukarest den zweiten Platz. Auch den Wettkampf im Einer-Canadier über 10.000 Meter beendete Samotin auf Rang zwei. Die Weltmeisterschaften 1966 in Berlin schloss er im Einer-Canadier auf der 10.000-Meter-Strecke auf dem dritten Platz ab und sicherte sich drei Jahre darauf bei den Europameisterschaften in Moskau im Zweier-Canadier mit Naum Procupeț über die 10.000-Meter-Distanz eine weitere Silbermedaille.